# Dasypolia calabrolucana
Dasypolia calabrolucana är en fjärilsart som beskrevs av Hartig 1968. Dasypolia calabrolucana ingår i släktet Dasypolia och familjen nattflyn. Inga underarter finns listade i Catalogue of Life.